# کوپروگورن (یوسف‌علی)
کوپروگورن (به لاتین: Köprügören)، (به ارمنی: Օշնաղ) یک منطقهٔ مسکونی در ترکیه است که در یوسف‌علی واقع شده‌است. کوپروگورن ۳۱۵ نفر جمعیت دارد.